# Jack W. Szostak
Jack William Szostak (London, 1952. november 9. –) kanadai-amerikai molekuláris biológus, az első mesterséges kromoszóma létrehozója. 2009-ben Elizabeth Blackburnnel és Carol W. Greiderrel megosztva orvostudományi Nobel-díjban részesült a telomeráz enzim felfedezéséért.

## Tanulmányai
Jack W. Szostak 1952. november 9-én született Londonban William Szostak és Vi Szostak gyermekeként. Ükapja Krakkó környékéről vándorolt ki Kanadába a 19. század végén. Apját a második világháborúban pilótának képezték ki, de a háborúnak vége lett mielőtt bevetésre ment volna. Ezután repülőgépmérnöki képzésre Londonba küldték, itt született meg Jack is. Röviddel ezután a család visszatért Kanadába, de a későbbiekben is sokszor költöztek, ahová a légierőnél dolgozó William Szostakot éppen irányították: Montréalba, Ottawába vagy három évig a németországi Zweibrückenbe. Jack érdeklődött a természettudományok iránt, apja a pincében kémiai laboratóriumot is berendezett neki és az űrállomásoktól inspirálva osztálytársával hidroponikus módon termesztett növényeket.
1968-ban, mindössze 15 évesen kezdte el egyetemi tanulmányait a McGill Egyetemen. Elsősorban a biológiai tárgyak érdekelték, dolgozott egy egérgenetikai laboratóriumban, foglalkozott az egysejtűek biokémiájával, 1972-ben pedig BSc fokozatot szerzett. A Cornell Egyetemen tanult tovább, ahol a molekuláris biológia felé fordult, kutatási feladata egy oligonukleotid szintézise volt. 1977-ben megvédte doktori disszertációját, majd a Cornellen folytatta munkáját, élesztőben dolgozott ki génbeviteli technikákat.

## Pályafutása
1979-ben átment a Harvard Egyetemhez tartozó Sidney Farber Rákkutató Intézethez, ahol élesztőben vizsgálta a DNS-töréseket és azok javításának módjait. Szostak 1980 nyarán egy konferencián találkozott Elizabeth Blackburnnel, aki a kromoszómák végén található telomereket tanulmányozta. Kettejük együttműködésének eredményeképpen felfedezték, hogy a Blackburn által modellszervezetnek használt Tetrahymena csillós egysejtű telomerjei az élesztőgombában is működőképesek és megvédik a mesterséges minikromoszómákat a lebontástól. Kimutatták, hogy az élesztősejtben a Tetrahymena-telomerekhez az élesztőre jellemző telomerszekvencia adódik hozzá, vagyis feltehetően létezik egy enzim, amelyik azt felépíti. Egy évvel később Blackburn diákja, Carol Greider sikeresen izolálta is az enzimet, amit telomeráznak neveztek el.
1984-ben a szintén Harvardhoz tartozó Massachusetts General Hospital molekuláris biológiai részlegén kezdett dolgozni a Hoechst AG gyógyszergyártó szponzorálásával, majd 1988-ban a Harvard orvostudományi tanszékének teljes állású professzora lett. Folytatta mesterséges kromoszómás kísérleteit, majd az enzimatikus hatással bíró RNS-molekulákkal, a ribozimekkel foglalkozott. Ez vezetett később az élet kialakulását és a korai élet biokémiai evolúcióját modellező kísérleteihez. A 90-es években lemondott kanadai állampolgárságáról és amerikai állampolgár lett.  

## Elismerései
Jack W. Szostak, Elisabeth Blackburn és Carol W. Greider 2009-ben orvostudományi Nobel-díjat kapott a telomeráz felfedezéséért. Ezenkívül elnyerte az Amerikai Tudományos Akadémia molekuláris biológiai díját, a Louis Vuitton-Moet Hennesey "Vinci of Excellence"-díját, a svájci Hans Sigrist-díjat, az Amerikai Genetikai Társaság érmét, a Harrison Howe-díjat, az Albert Lasker-díjat az orvostudományi alapkutatásért és a Dr. H.P. Heineken biokémiai és biofizikai díjat.